# Amastus mirificus
Amastus mirificus là một loài bướm đêm thuộc phân họ Arctiinae, họ Erebidae.